# Michael Stal
Michael Stal (* 4. März 1963 in München) ist ein deutscher Informatiker.

## Leben
Michael Stal studierte Informatik und Mathematik an der Technischen Universität München. Im März 2007 hat er an der Rijksuniversiteit Groningen (Niederlande) einen Doktortitel der Naturwissenschaften und Mathematik erhalten. Er ist in der Forschungszentrale der Siemens AG in Deutschland tätig und beschäftigt sich mit den Themen Softwarearchitektur und Middleware. Er ist auch Chefredakteur der Zeitschrift  JavaSPEKTRUM. Im Jahre 2010 wurde er von der Rijksuniversiteit Groningen zum Honorarprofessor am Lehrstuhl für Software Engineering ernannt.
Stal wurde bekannt als Mitautor der Buchreihe Pattern-Oriented Software Architecture:
- Band 1 A System of Patterns führt Architekturmuster ein, definiert die Kategorisierung von Entwurfsmustern in Mustersystemen, ebenso wie eine erste Methodik zur Nutzung von Mustersystemen.
- Band 2 Patterns for Concurrent and Distributed Objects beschäftigt sich mit verteilten und nebenläufigen Systemen.

Stal hat auch als Koautor des Buches Handbuch der Software Architektur mitgewirkt.
Neben Softwarearchitekturen beschäftigt sich Stal auch mit dem Gebiet Middleware (Verteilte Systeme, Komponenten, service-orientierte Architekturen), unter anderem als Mitglied der OMG. Ebenso nahm er an der Standardisierung von C++ teil.

## Werke
- Michael Stal: Understanding and Analyzing Software Architecture (of Distributed Systems) using Patterns, Rijksuniversiteit Groningen, 2007, ISBN 978-90-367-2980-2
- Frank Buschmann, Regine Meunier, Hans Rohnert, Peter Sommerlad, Michael Stal: Pattern-Oriented Software Architecture – A System of Patterns,  Wiley & Sons, 1996, ISBN 0-471-95869-7
- Douglas C. Schmidt, Michael Stal, Hans Rohner, Frank Buschmann: Pattern-Oriented Software Architecture – Patterns for Concurrent and Networked Objects,  Wiley & Sons, 2000, ISBN 0-471-60695-2
- Ralf Reussner, Wilhelm Hasselbring: Handbuch der Software Architektur, Dpunkt Verlag, 2006, ISBN 3-89864-372-7